# Daniel Erk

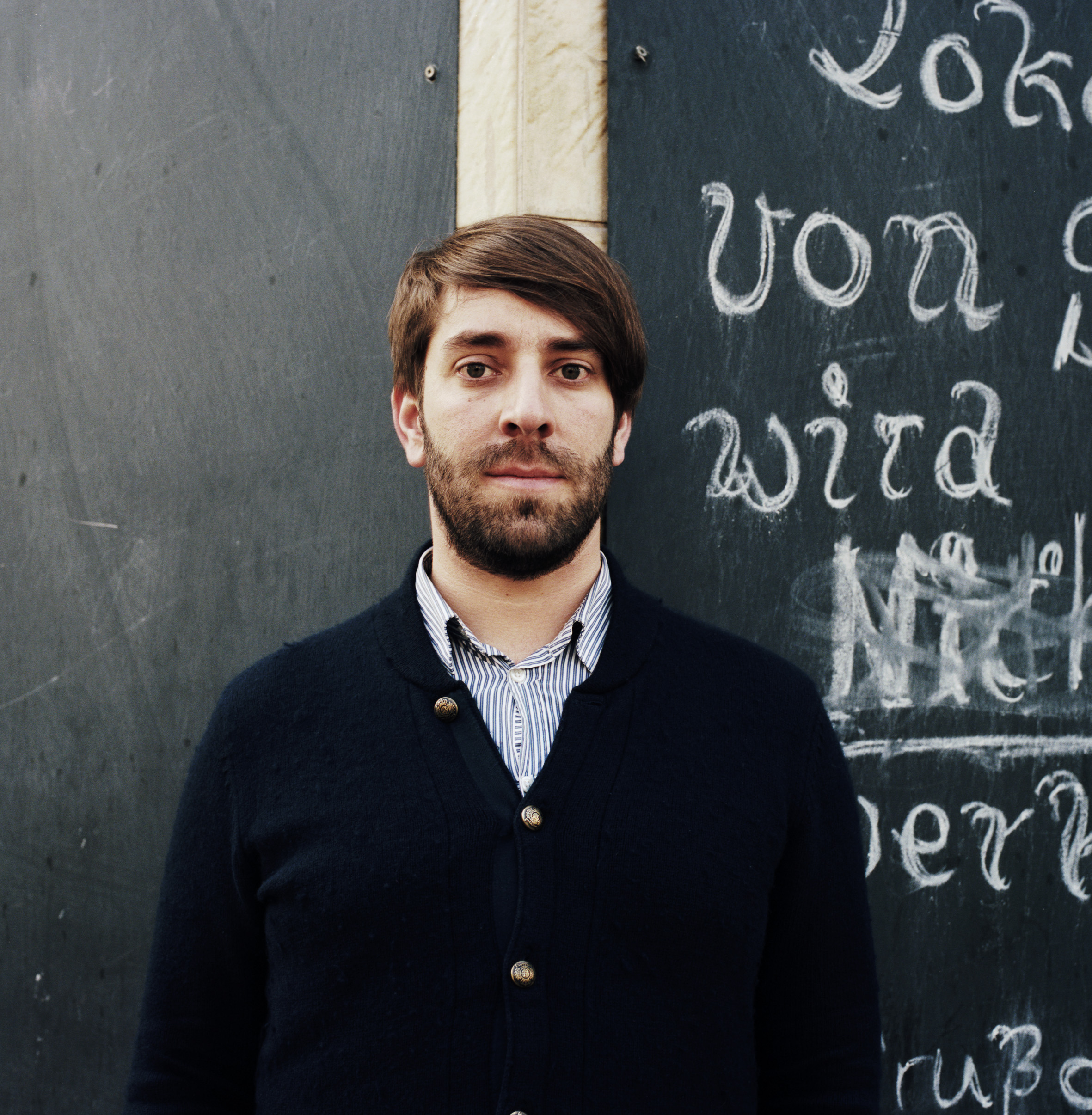
Daniel Erk 2012

Daniel Erk (* 1980 in Stuttgart) ist ein deutscher Journalist und Sachbuchautor, der in Berlin lebt und arbeitet.

## Leben
Daniel Erk studierte die Fächer Politikwissenschaft sowie Medien- und Kommunikationswissenschaften an der Universität Göttingen und an der Freien Universität Berlin. Er studierte ebenfalls Public Policy an der Hertie School of Governance. Bekannt wurde Daniel Erk durch seine Kolumne in der Zeitschrift Neon sowie durch den Hitler-Blog der TAZ. Er ist Redakteur im Ressort Story der Zeitung Tagesspiegel. Darüber hinaus arbeitet er als freier Journalist, unter anderem für die Publikationen Business Punk, Zeit Campus, Neon und Die Zeit.

## Arbeit
Daniel Erk beschäftigt sich damit, welche Gefahren von Rechtsradikalismus ausgehen und wie in der heutigen Gesellschaft das Thema Rechtsradikalismus verhandelt wird. Viel beachtet sind die Reportagen von Erk über die Identitäre Bewegung. 2012 veröffentlichte er das Sachbuch So viel Hitler war selten: Die Banalisierung des Bösen oder Warum der Mann mit dem kleinen Bart nicht totzukriegen ist. Das Buch erschien im Heyne Verlag.